# Diljá Ýr Zomers
Diljá Ýr Zomers (Hafnarfjörður, 11 novembre 2001) è una calciatrice islandese, attaccante del Brann e della nazionale islandese.

## Carriera

### Club
Nata e cresciuta con la famiglia nella cittadina portuale di Hafnarfjörður, terzo centro per popolazione in Islanda, Zomers inizia a praticare sport nella locale società polisportiva decidendo ben presto di focalizzarsi nel calcio. Cresciuta nelle giovanili del FH Hafnarfjarðar compie tutta la trafila nelle formazioni riserve fino ad essere aggregata alla prima squadra nel 2017, debuttando in quell'anno in Úrvalsdeild kvenna, livello di vertice del campionato islandese di categoria.
A disposizione del tecnico Orri Þórðarson, fa il suo debutto in campionato alla 4ª giornata, il 15 maggio 2017, rilevando Karólína Lea Vilhjálmsdóttir all'inizio del secondo tempo della vittoria interna per 2-1 sul KR Reykjavík. Durante quella sua prima stagione marca 11 presenze, diventate 13 l'anno seguente dove sigla anche il suo primo gol, l'unico segnato dalla sua squadra nella sconfitta per 4-1 con lo Stjarnan della 17ª giornata. La stagione 2018 è anche quella della retrocessione della squadra di Hafnarfjörður, mai in grado di staccarsi dal fondo classifica con 16 sconfitte su 18 incontri di campionato, concludendo al 10º e ultimo posto con soli 6 punti.
Per la stagione 2019 viene annunciato il suo trasferimento allo Stjarnan, firmando con la società di Garðabær un contratto di un anno tornando così a disputare l'Úrvalsdeild kvenna. Qui il tecnico Kristján Gudmundsson la impiega con costanza, per lei 15 presenze in campionato andando anche a rete alla 4ª giornata, nella vittoria interna per 3-1 sul Fylkir.
Scaduti i termini contrattuali, nel 2020 si trasferisce alle campionesse in carica del Valur firmando un accordo che la lega al club di Reykjavík fino al 2022. Durante la stagione, partita in ritardo per le restrizioni dovute alla pandemia di COVID-19 in Islanda, il tecnico Guðlaugur Pétur Pétursson la impiega in 11 dei 16 incontri disputati prima dell'interruzione del campionato per motivi sanitari, conquistando un posto da titolare prima della pausa estiva e siglando anche la rete che fissa il risultato sul 2-1 della vittoria sul Þróttur alla 2ª giornata. Disputa inoltre la sua prima Supercoppa d'Islanda, l'edizione 2020, persa 2-1 con il Selfoss, saltando però la Coppa d'Islanda, debuttando anche in UEFA Women's Champions League nel novembre di quell'anno, scendendo in campo  brevemente nelle prime fasi dell'edizione 2020-2021 prima dell'eliminazione, ai calci di rigore, da parte delle scozzesi del Glasgow City al secondo turno di qualificazione.

## Palmarès

### Club
- Coppa di Svezia: 1

Häcken: 2020-2021
- Campionato belga: 1

OH Lovanio: 2024-2025